# Высоково (городской округ Шаховская)
Высоково — деревня в городском округе Шаховская Московской области.

## Население
| 1859 | 1926 | 2002 | 2006 | 2010 |
| ---- | ---- | ---- | ---- | ---- |
| 194  | ↘167 | ↘11  | ↘2   | ↗4   |

## География
Деревня расположена в восточной части округа, примерно в 11 км к юго-востоку от райцентра Шаховская, по правому берегу реки Костомки (левый приток Рузы), высота центра над уровнем моря 236 м. Ближайшие населённые пункты — Степаньково на северо-западе и Бухолово на юго-западе.
В 1,5 км от деревни находится автобусная остановка.
В деревне зарегистрировано 5 улиц, приписано 5 садоводческих товариществ (СНТ).

## Исторические сведения
В 1769 году Высокая — пустошь Льняникова стана Волоколамского уезда Московской губернии, владение секунд-майоров Алексея Алексеевича Братцова и Аврама Ивановича Спешнева. К владению относилось 33 десятины 116 саженей пашни, 23 десятины 312 саженей сенного покоса и 308 десятин 1428 саженей леса.
В середине XIX века деревня Высоково относилась к 1-му стану Волоколамского уезда и принадлежала графине Софье Ивановне Мейстер. В деревне было 25 дворов, 103 души мужского пола и 111 душ женского.
В «Списке населённых мест» 1862 года Высокая (Высоково) — владельческая деревня 1-го стана Волоколамского уезда Московской губернии по левую сторону Московского тракта, шедшего от границы Зубцовского уезда на город Волоколамск, в 17 верстах от уездного города, при пруде, с 21 двором и 194 жителями (94 мужчины, 100 женщин).
По данным на 1890 год входила в состав Бухоловской волости, число душ мужского пола составляло 89 человек.
В 1913 году — 34 двора и квартира урядника.
По материалам Всесоюзной переписи населения 1926 года — центр Высоковского сельсовета Бухоловской волости, проживало 167 человек (74 мужчины, 93 женщины), насчитывалось 33 крестьянских хозяйства.
С 1929 года — населённый пункт Бухоловского сельсовета в составе Волоколамского района Московской области.
20 мая 1930 года передана в состав Шаховского района.
1994—2006 гг. — деревня Бухоловского сельского округа Шаховского района.
2006—2015 гг. — деревня сельского поселения Степаньковское Шаховского района.
2015 г. — н. в. — деревня городского округа Шаховская Московской области.